# Catedral de Nuestra Señora del Rosario (Facatativá)
La Catedral de Nuestra Señora del Rosario, oficialmente Parroquia Catedral de de Nuestra Señora del Rosario de Facatativá, es una iglesia catedralicia de culto católico consagrada a la Virgen del Rosario. Es el principal templo de la Diócesis de Facatativá.

## Historia
La primera iglesia de lo que hoy es Facatativá se encontraba a los pies de la actual vereda pueblo viejo, primer establecimiento español de Facatativá hasta 1594. En 1601 se empieza la construcción de una nueva iglesia en el actual emplazamiento de Facatativá y esta es terminada hacia 1639, dicha iglesia de típica forma colonial se mantuvo en pie hasta el año 1827 luego de que varios terremotos la deteriorarán hasta la ruina.
La construcción del templo actual inicia en el año 1871 bajo la dirección de José María Quiroga buscando el estilo neoclásico mal llamado republicano que impulsaba el gobierno nacional en contra corriente del antiguo estilo colonial. El nuevo templo se inaugura el día 10 de agosto de 1895 y es consagrado como catedral de la Diócesis de Facatativá el 16 de marzo de 1962 por el Papa Juan XXIII. En el año 1967 ocurre un terremoto que deteriora las torres de la iglesia que fueron remodelas para ser reabierta en el año 1971.

## Episcopologio
- Raúl Zambrano Camader † (26 de abril de 1962 Nombrado - 18 de diciembre de 1972 fallecido)
- Hernando Velásquez Lotero † (27 de abril de 1973 Nombrado - 18 de mayo de 1985 retirado)
- Luis Gabriel Romero Franco (15 de abril de 1986 Nombrado - 13 de noviembre de 2010 Retirado)
- Luis Antonio Nova Rocha † (13 de noviembre de 2010 Nombrado - 9 de abril de 2013 fallecido)
- José Miguel Gómez Rodríguez (23 de febrero de 2015 - 25 de abril de 2021)
- Pedro Manuel Salamanca Mantilla (21 de abril de 2022)